# Svorbesundet

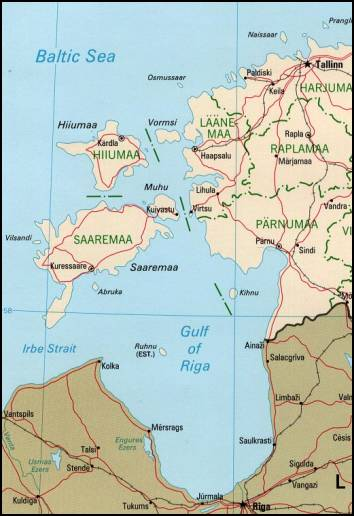
Svorbesundet (Irbe Strait) på karta över området

Svorbesundet (även Irbesundet, estniska Kura kurk, lettiska Irbes jūras šaurums, liviska Sūr mer) är ett sund som utgör gräns mellan Estland i norr och Lettland i söder. Svorbesundet förbinder Rigabukten i öster med resten av Östersjön. Den avgränsas i norr av udden Svorbe på Ösel och i söder av udden Domesnäs i regionen Kurland på Lettlands fastland. 